# Benice (województwo wielkopolskie)
Benice – wieś w Polsce położona w województwie wielkopolskim, w powiecie krotoszyńskim, w gminie Krotoszyn.
Benice uzyskały lokację miejską przed 1358 rokiem, zdegradowane w 1510 roku.

## Położenie
Benice są położone około 5 km na północny zachód od Krotoszyna i około 32 km na zachód od Ostrowa, przy drodze powiatowej Krotoszyn-Mokronos.

## Historia
Należą do najstarszych osad w powiecie. Od XVI-XVII wieku własność Rozdrażewskich.
W okresie Wielkiego Księstwa Poznańskiego (1815-1848) miejscowość należała do wsi większych w ówczesnym pruskim powiecie Krotoszyn w rejencji poznańskiej. Benice należały do okręgu krotoszyńskiego tego powiatu i stanowiły odrębny majątek, którego właścicielem był wówczas książę Thurn und Taxis. Według spisu urzędowego z 1837 roku wieś liczyła 478 mieszkańców, którzy zamieszkiwali 47 dymów (domostw). W skład majątku Lutogniewo wchodziły wówczas także: Raciborów oraz Mitków.
W końcu stycznia 1945 w okolicach wsi miało miejsce dość duże starcie wojsk pancernych sowieckiej IV Armii Pancernej I Frontu Ukraińskiego z resztkami niemieckich dywizji SS wycofujących się do Głogowa. W 1946 w pobliżu wsi miało miejsce ostatnie starcie partyzantów z rozbitego oddziału "Błyska", miejsce pochówku "Bory" i jego żołnierzy nie jest do dziś znane.
W latach 1954–1959 wieś należała i była siedzibą władz gromady Benice, po jej zniesieniu w gromadzie Krotoszyn-Północ. W latach 1975–1998 miejscowość administracyjnie należała do województwa kaliskiego.

## Zabytki
- kościół parafialny p.w. św. Mikołaja, późnorenesansowy, z 1598 roku, murowany, wzmocniony szkarpami, ufundowany przez Annę z Łukowa Rozdrażewską,
  - nagrobek Anny z Łukowa Rozdrażewskiej z początku XVII wieku, ustawiony wewnątrz kościoła, przyozdobiony dwoma herbami oraz rzeźbą stojącej zmarłej,
  - cmentarz przykościelny z barokową figurą św. Mikołaja.

## Przyroda
- Obszar Chronionego Krajobrazu Dąbrowy Krotoszyńskie i Baszków Rochy.